# Annegret Bleisteiner

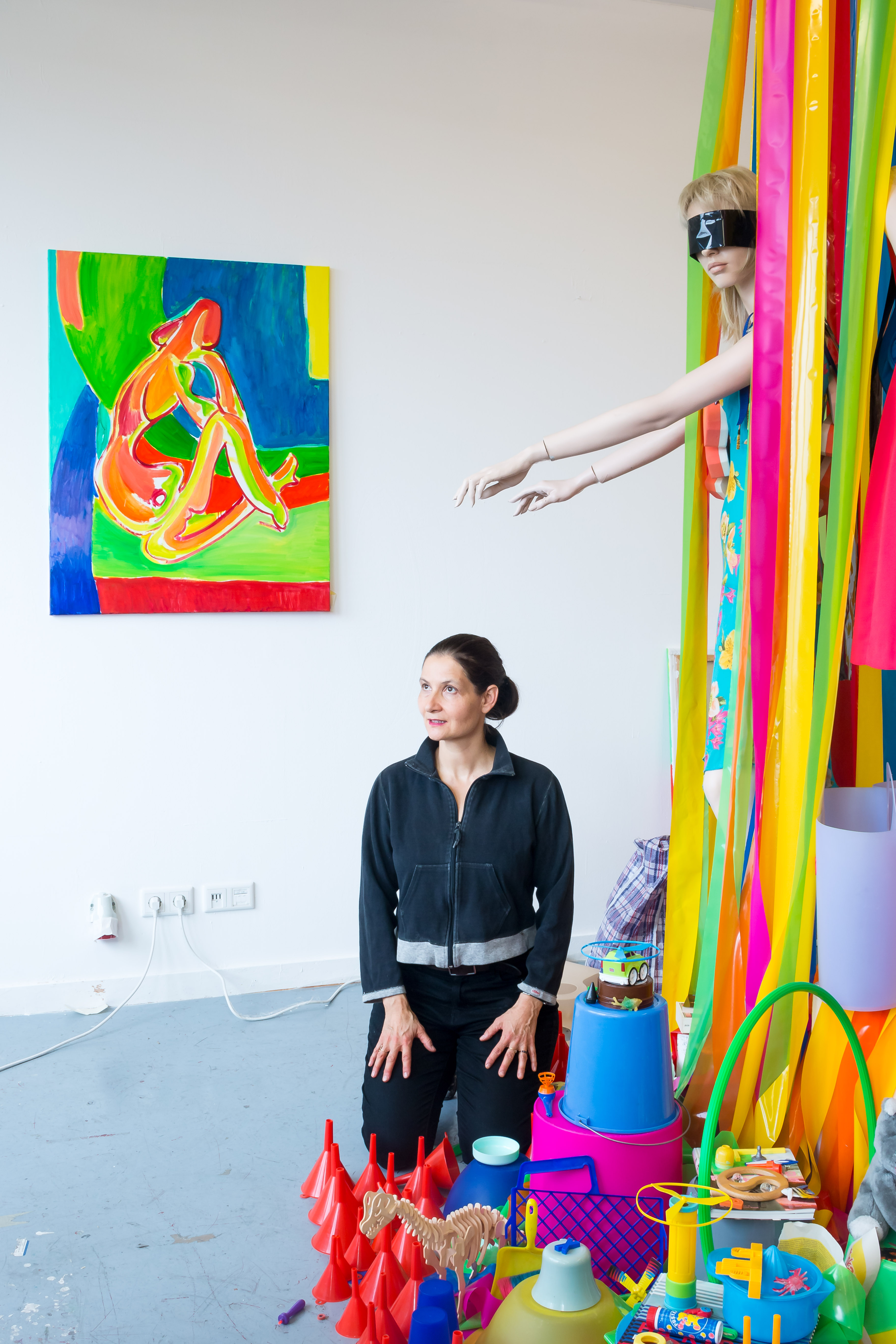
Annegret Bleisteiner 2017

Annegret Bleisteiner (* 1968 in Passau) ist eine deutsche bildende Künstlerin. Sie lebt und arbeitet in München.

## Leben
Annegret Bleisteiner wurde 1968 in Passau geboren. Sie studierte Malerei an der Akademie der Bildenden Künste Nürnberg bei Hans Peter Reuter und Werner Knaupp. 1988 besucht sie die Akademie der Bildenden Künste Krakau im Zuge eines Austauschprogramms und war 1990 Stipendiatin an der Sommerakademie der Fondazione Ratti. Sie setzte ihr Studium 1992 an der Kunstakademie Düsseldorf bei Konrad Klapheck fort, bei dem sie 1998 Meisterschülerin wurde. 1998 machte sie ihren Akademiebrief an der Kunstakademie Düsseldorf und lernte die Künstlerin Rosemarie Trockel kennen, die sie fortan bei einigen Arbeitsvorhaben unterstützte. Während ihres Studiums an der Kunstakademie Düsseldorf verbrachte sie ein halbes Jahr (93/94) in New York City und am Dickinson College in Pennsylvania.
1992 erfolgte ein Aufenthalt auf Schloss Wiepersdorf.
2011 erhielt sie das Stipendium des Bayerischen Staates zur Realisierung der Chancengleichheit für Frauen in Forschung und Lehre sowie 2007 das Stipendium der Erwin-und-Gisela-von-Steiner-Stiftung. 2000 gründet sie zusammen mit Heidrun Waadt die feministische Gruppe Kitchnapping.
Ihr Atelier hat sie auf der Platform in München.

## Werk
Das Werk von Annegret Bleisteiner umfasst sowohl Installationen und Fotografie, als auch Malerei, Zeichnung und Videokunst.
In der künstlerischen Darstellung, so die Kunsthistorikerin Anna Wondrak, setzt sie sich mit Alltagsmotiven auseinander, die sie aus ihrem gewohnten Zusammenhang nimmt und in neue assoziative Kontexte überführt. Dabei hinterfragt sie althergebrachte Geschlechterrollen. Annegret Bleisteiner versteht sich als Vertreterin einer feministischen Kunst.

Die Kunsthistorikerin Anna Wondrak schreibt „Bleisteiners Installationen zeigen oft auf den ersten Blick vermeintlich eine unerträglich heile Welt, die vollgestopft ist mit Konsumgütern, medial unterfütterten Idealvorstellungen und überflüssigen Haben-Will-Projektionen. Vergeblich versuchen diese Dinge und Anordnungen, eine innere Leere zu füllen und führen uns dadurch die Irrwitzigkeit dieses materiellen Wahnsinns vor Augen.“
Über ihre Videos sagt die Kunsthistorikerin Daniela Stöppel, Annegret Bleisteiner gehe in ihrer Arbeiten häufig Ritualen des Alltäglichen nach, lege deren Mythen offen und zeige die Verstrickung des modernen Menschen in einen Strudel von Wiederholungen, Selbstaffirmationen und immer gleichen Sehnsüchten. „Die Katastrophe, das Schreckliche bricht in diesen Alltag ein wie der Tsunami in Japan oder das Attentat auf dem Münchner Oktoberfest.“ Der Kurator von Bleisteiners Ausstellung „Polares Experiment“ Matthias von Tesmar bezeichnet ihre Videoarbeiten als „halluzinogen“. Durch ein Über-, Mit- und Gegeneinander von Ebenen entstünden neue, fremde Bildräume.

## Ausstellungen

### Einzelausstellungen (Auswahl)
- 2002 PLASTIC SPACE, Kunststiftung Poll, Berlin
- 2004 MIXXER, Galerie Stachowitz, München
- 2007 WAVE OFF, Kunstbunker Tumulka, München
- 2008 POLARES EXPERIMENT, Spiegel Lothringer 13, München
- 2010 DUALE REISE, Kunstverein Kohlenhof, Nürnberg
- 2011 ALLES WAS ICH MIR SCHON IMMER GEWÜNSCHT HABE,Galerie Esther Donatz, München
- 2012 CONVENTIONAL PRACTICE, Kunstverein Fürstenfeldbruck mit Patricia London Ante Paris
- 2013 RAUSCH, Signalraum, München
- 2015 AT THE SEASIDE, Aktion 84, Raum 2025 e.V., Hamburg
- 2018 MEHR IST NICHT GENUG, Heintschel Haus, Freising

### Gruppenausstellungen (Auswahl)
- 2001 ARTKINO, Art Frankfurt
- 2002 THE INDEPENDENT, Liverpool Biennial, England
- 2011 CITY SCALE, Siemens Sanat, Istanbul Biennale, Türkei
- 2012 KFSH Biennale For One, Urbane Schnittstelle, Berlin Potsdam
- 2013 COUNTERFLOWS FESTIVAL, CCA CreativeLab, Glasgow, England
- 2015 UNDERDOX, 10. Internationales Filmfestival, München

## Publikationen
- WAVE OFF ANNEGRET BLEISTEINER, Kunstbunker Tumulka (Hg.), München 2007
- HOMELAND ANNEGRET BLEISTEINER, Kehrer Verlag, Heidelberg 2014
- CITY SCALE Siemens Sanat Istambul Istanbul Biennale 2011
- SKLAVEN KÜSST MAN NICHT Kulturreferat München Mehmet Dayi 2010 EEE
- EX NEUE HEIMAT Wolfgang Diller München 2016

## Kunstprojekte
- 2000 Kitchnapping[9]
- 2011 Mobile Cinema[10]

## Stipendien
- 1990 Stipendium der Fondazione Ratti, Como
- 19993/94 Studienaufenthalt in New York and Dickinson Colledge Carlisle (Pennsylvania)
- 2006 Stipendium Künstlergut Prösitz
- 2006 Atelierförderung der Stadt München
- 2007 Katalogstipendium des Bayerischen Staates
- 2007 Stipendium der Lfa Förderbank
- 2007 Stipendium der Erwin und Gisela von Steiner Stiftung
- 2008 Stipendium der Denkmalschmiede Höfgen
- 2011 Stipendium des Bayerischen Staates zur Realisierung der Chancengleichheit für Frauen in Forschung und Lehre
- 2014 Stipendium von RishART, München
- 2014 Stipendium der Golart Art Foundation